# تيوني ديلي أبروتسي
تيوني ديلي أبروتسي (بالإيطالية: Tione degli Abruzzi)‏ هي بلدية في مقاطعة لاكويلا في إقليم أبروتسو الإيطالي.

## السكان
في سنة 1861 بلغ عدد السكان 1٬767 نسمة، وتطور العدد ليصل في سنة 2011 لـ 326 نسمة.
يظهر هذا المخطط البياني تطور النمو السكاني لـ تيوني ديلي أبروتسي